# Езиков съюз
Езиков съюз (на немски: Sprachbund; немският термин, предложен от Николай Трубецкой, се използва на много езици без превод) е особен тип езикова общност, възникнала в резултат на контактно и конвергентно развитие. Концепцията за езиков съюз е изрично формулирана за първи път от Николай Трубецкой в статията му „Вавилонската кула и объркването на езиците“ (1923).
Учебникарски пример за езиков съюз е „Балканският езиков съюз“, който е дефиниран като такъв и въведен в научен оборот през 1958 г. от Александру Росети.